# Aerotegmina
Aerotegmina is een geslacht van rechtvleugeligen uit de familie sabelsprinkhanen (Tettigoniidae). De wetenschappelijke naam van dit geslacht is voor het eerst geldig gepubliceerd in 2001 door Hemp.

## Soorten
Het geslacht Aerotegmina omvat de volgende soorten:
- Aerotegmina kilimandjarica Hemp, 2001
- Aerotegmina megaloptera Hemp, 2013
- Aerotegmina shengenae Hemp, 2006
- Aerotegmina taitensis Hemp, 2013